# Sokolo
Sokolo is een gemeente (commune) in de regio Ségou in Mali. De gemeente telt 25.000 inwoners (2009).
De gemeente bestaat uit de volgende plaatsen:
- Brougoukô
- Cheickbougou
- Chokoun
- Darsalam
- Diadian
- Dougouba
- Famabougou
- Hamdalaye
- Herebougou
- Kandiourou
- Kogoni Peulh
- M'Bentié
- Massarazana
- Madina Coura
- Nèmabougou
- Segou-Koro
- Seguindara
- Singo-Rangabe
- Sokolo